# Solomon Spalding
Solomon Spalding (nach einigen Quellen Spaulding) (* 20. Februar 1761; † 20. Oktober 1816) war Autor zweier Texte. Eines war das nicht abgeschlossene Manuskript namens „Manuscript Story – Conneaut Creek“. Der zweite Text war die unveröffentlichte historische Romanze über die untergegangene Zivilisation der Erbauer der Monumente von Nordamerika – genannt „Manuscript Found“. Ob sich diese Texte unterschieden, ist ungewiss.
Nach Spaldings Tod erklärten eine Reihe von Personen eidesstattlich, das Buch Mormon beruhe auf Spaldings Geschichte. Von dem Buch Mormon behauptet die Bewegung der Heiligen der Letzten Tage, Joseph Smith habe diese religiöse Schrift von einem Engel erhalten.

## Biografie
Spalding wurde in Ashford (Connecticut) geboren. Er diente in der Kontinentalarmee im Amerikanischen Unabhängigkeitskrieg. 1782 trat er in das Dartmouth College in Hanover, New Hampshire ein. Dieses schloss er 1785 ab. Im Oktober 1787 wurde er zum Prediger der Kongregationalisten in Windham (Connecticut) ernannt.
1795 heiratete Spalding Matilda Sabin und eröffnete einen Laden mit seinem Bruder Josiah in Cherry Valley (New York). 1799 verlagerten sie das Geschäft nach Richfield (New York). Um jene Zeit erwarb Spalding Land bei Conneaut (Ohio). Hier entstand auch sein Text "Manuscript Found". 1812, während des Krieges von 1812, zog Spalding um nach Pittsburgh (Pennsylvania). 1814 zog er nach Amity (Pennsylvania), wo er zwei Jahre später starb.

## Das Oberlin-Manuskript
Von 1809 bis 1812, schrieb Spalding an einer historischen Erzählung. Darin ging es um eine Gruppe von Römern, die mit einem Boot vom Kurs abkamen und Amerika entdeckten. Ein nicht fertig gestelltes Manuskript davon, das „Oberlin Manuscript“ oder „Honolulu Manuscript“ existiert bis heute. Es ist eine historische Romanze, „die angeblich auf 24 Pergamentrollen in einer Höhle am Ufer des Conneaut Creek gefunden und vom Lateinischen übersetzt wurde“.
Den Text des Oberlin-Manuskriptes veröffentlichte die Reorganisierte Gemeinde Jesu Christi der Heiligen der Letzten Tage (RLDS) 1885 sowie die Kirche Jesu Christi der Heiligen der Letzten Tage (LDS) 1886 und 1910 unter dem Namen „Manuscript Found“. Eber D. Howe schrieb in seinem antimormonischen Buch „Mormonism Unvailed“ 1834, Familienangehörige und andere bezeugten, dass der eigentliche Titel der Geschichte des Oberlin-Manuskriptes „Manuscript Story – Conneaut Creek“ sei und dass Spalding ein weiteres Manuskript schrieb mit dem Titel „Manuscript Found“, das keine Kopie des Oberlin-Manuskriptes sei.

## Das andere Manuskript
Um 1812 schloss Spalding das Schreiben einer historischen Romanze ab, die sich vom Oberlin-Manuskript unterschied. „purported to have been a record found buried in the earth“. Spalding übergab das Werk dem Buchverlag Patterson & Lambdin in Pittsburgh. 1816 starb Spalding, bevor das Buch veröffentlicht war.
Anders als beim Oberlin-Manuskript gibt es bislang keinen erhaltenen Text des ersten Manuskripts, so dass die Angaben zum ersten Manuskript nur auf den eidesstattlich bezeugten Erklärungen beruhen, die in das 1834 veröffentlichte Buch „Mormonism Unvailed“ eingingen.

### Angeblicher Inhalt des zweiten Manuskripts
Handlung
Laut John Spalding, Solomons Bruder, erzählte „Manuskript Found“, dass „Indianer als die ersten Besiedler Amerikas die Nachkommen der Juden oder der verlorenen Stämme Israels sind. Es gab einen detaillierten Bericht über ihre Reise von Jerusalem zu Lande und zu Wasser, bis sie unter dem Kommando von Nephi und Lehi in Amerika ankamen. Danach zerstritten sich diese Stämme und trennten sich in zwei Nationen. Einer bildete die Nephiten und der andere die Lamaniten. Es kam zu grausamen und blutigen Kriegen, in denen eine große Menge Menschen starben. Man begrub die Toten in großen Haufen, was die in diesem Land so verbreiteten Hügel schuf.“
Spaldings eidesstattliche Erklärung erschien in Eber D. Howes antimormonischen Buch Mormonism Unvailed.
Schreibstil
Jene, die behaupteten, das zweite Manuskript gesehen zu haben, erklärten, dass der Schreibstil auffallend eigentümlich wirkte aufgrund häufiger Phrasen wie „und es geschah“ oder „jetzt geschah es“ sowie den wiederholten Satzbeginn „Ich Nephi“.

### Zuverlässigkeit von Zeugenaussagen eines zweiten Manuskripts
Einige neuzeitliche Gelehrte bezweifeln die Glaubhaftigkeit der Augenzeugenberichte des zweiten Manuskripts. Fawn Brodie wies in No Man Knows My History Zeugenaussagen wegen Zeugenmanipulation und falschem Gedächtnissyndrom zurück.

## Theoretische Verwendung von Spaldings Werk im Buch Mormon
Hauptartikel: Spalding-Rigdon-Theorie zur Urheberschaft des Buches Mormon
1832 lasen Samuel H. Smith und Orson Hyde in Conneaut (Ohio) als Missionare der Kirche Jesu Christi der Letzten Tage aus dem Buch Mormon vor. Nehemiah King kannte als Einwohner von Conneaut Spalding, da dieser dort gelebt hatte. Er erkannte im verlesenen Text die Geschichte wieder, die Spalding Jahre zuvor aufgeschrieben hatte. 1833 erklärten Spaldings Brother John mit sieben weiteren Bürgern des Ortes eidesstattlich, dass Spalding ein Manuskript verfasst hatte, dass – mit Ausnahme der religiösen Aussagen – identisch mit dem Buch Mormon sei. Diese Erklärungen veröffentlichte E. D. Howe 1834 im Buch Mormonism Unvailed. Darin bezichtigte er den Urheber des Buches Mormon des Plagiates. Einige Jahre später unterzeichneten Spaldings Witwe und dessen Tochter sowie andere Bewohner Conneauts und Bewohner von Amity Erklärungen, wonach Spalding ein Manuskript verfasste, das dem Buch Mormon ähnelte:
„Ich erinnere mich gut an diesen altertümlichen Stil. Die Sätze begannen mit ‚und es geschah‘ oder ‚jetzt geschah es‘, genau wie im Buch Mormon. Es ist dasselbe, wie mein Bruder Salomo schrieb, mit Ausnahme der religiösen Aussagen.“
1927 schrieb Prof. Azariah S. Root, der die Bibliothek am Oberlin College geleitet hatte, in einen Brief über die Ursprünge des Spalding-Manuskripts und dessen Beziehung zum Buch Mormon, dass das Spalding-Dokument, dass er kannte, das Oberlin-Manuskript, „nicht das Manuskript gewesen zu sein scheint, von dem das Buch Mormon abgeschrieben sei“. Da weder Root noch sonst jemand Spaldings angebliches zweites Manuskript habe, erklärte er, dass das Oberlin-Manuskript „nicht sehr viel Licht ins Dunkel zu bringen scheint“ auf die Frage, ob das zweite Manuskript als Grundlage für das Buch Mormon diente.